# اشتراكية علمية

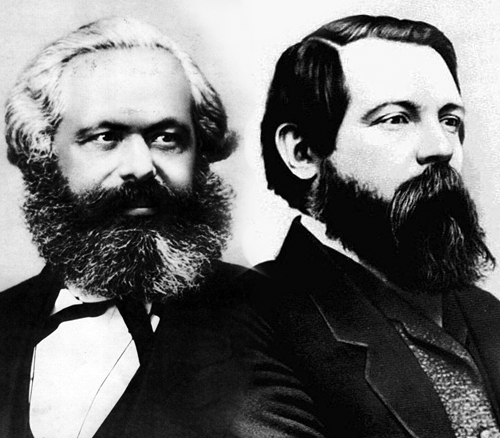

صاغ مصطلح الاشتراكية العلمية بيير جوزيف برودون عام 1840 في كتابه (ما هي الملكية؟)، ليدل على مجتمع تحكمه حكومة علمية، أي مجتمع تعتمد سيادته على العقل وليس على الصلاحيات المطلقة.
«تتناسب سلطة الإنسان على الإنسان في مجتمعٍ ما عكسًا مع مرحلة التطور الفكري التي وصل إليها ذلك المجتمع، يمكن حساب المدة المحتملة لتلك السلطة من الرغبة العامة في تشكيل حكومة حقيقية علمية. ومثلما تراجع حق القوة مع التقدم المطرد للعدالة يجب أخيرًا إلغاؤه، وبالتالي خضوع سيادة الإرادة لسيادة العقل، وانصهارها في النهاية في الاشتراكية العلمية.»
استخدم فريدريك إنجلز المصطلح في عام 1880 لوصف نظرية كارل ماركس الاجتماعية والاقتصادية والسياسية.
وعلى الرغم من أنَّ مصطلح الاشتراكية أصبح يدل على مجموعة من العلوم السياسية والاقتصادية فإنه ينطبق أيضًا على مجال أوسع من العلوم يشمل ما يُسمى الآن بعلم الاجتماع والإنسانيات. نشأ التمييز بين الاشتراكية الخيالية والاشتراكية العلمية مع ماركس الذي انتقد الخصائص الخيالية للاشتراكية الفرنسية والاقتصاد السياسي الإنجليزي والإسكتلندي. ذكر إنجلز في وقت لاحق أن فلاسفة الاشتراكية الخيالية فشلوا في إدراك سبب نشأة الاشتراكية في السياق التاريخي الذي نشأت فيه، إذ نشأت ردًا على التناقضات الاجتماعية الجديدة لنمط الإنتاج الجديد (أي الرأسمالية). أكّد إنجلز من خلال إدراكه طبيعة الاشتراكية كحل لهذا التناقض وتطبيق فهم علمي شامل للرأسمالية أنَّ الاشتراكية قد تحررت من حالتها البدائية وأصبحت علمًا. كان هذا التحول في الاشتراكية مكملًا للتحولات في علوم الأحياء المعاصرة التي أثارها تشارلز داروين لفهم التطور من خلال الانتقاء الطبيعي، رأى ماركس وإنجلز أنَّ هذه المفاهيم الجديدة في علم الأحياء ضرورية لفهم الاشتراكية الجديدة.
وقد استخدم علماء النظريات غير الماركسية مثل جوزيف شومبيتر وثورستين فيبلين أساليب مماثلة لتحليل الاتجاهات الاجتماعية والاقتصادية وإظهار الاشتراكية كمنتج للتطور الاجتماعي والاقتصادي.

## المنهجية
تشير الاشتراكية العلمية إلى طريقة فهم وتوقع الظواهر الاجتماعية والاقتصادية والمادية من خلال دراسة اتجاهاتها التاريخية واستخدام الطريقة العلمية لاستخلاص النتائج والتطورات المستقبلية المحتملة. وتعتبر عكس ما أشار إليه الاشتراكيون فيما بعد باسم الاشتراكية الخيالية (وهي طريقة تستند إلى وضع مقترحات عقلانية لتنظيم المجتمع وإقناع الآخرين بعقلانيتهم وصوابهم). كما أنها تتناقض مع المفاهيم الليبرالية الكلاسيكية للحق الطبيعي، والتي تقوم على المفاهيم الغيبية للأخلاق بدلًا من المفاهيم المادية أو الفيزيائية الديناميكية للعالم.
ينظر فلاسفة الاشتراكية العلمية إلى التطورات الاجتماعية والسياسية على أنها تتأثر بشكل كبير بالظروف الاقتصادية كانعكاس للأفكار على عكس الاشتراكيين الخياليين والليبراليين الكلاسيكيين، وبالتالي يعتقدون أنَّ العلاقات الاجتماعية ومفاهيم الأخلاق تستند إلى حالة مرحلة التنمية الاقتصادية. لذلك لا تعتبر الأنظمة الاقتصادية الاشتراكية والرأسمالية بنى اجتماعية يمكن تأسيسها في أي وقت بناءً على الإرادة والرغبات الذاتية للسكان بل هي نتاج للتطور الاجتماعي. مثال على ذلك هو ظهور الزراعة التي مكّنت المجتمعات البشرية من إنتاج فائض، أدى هذا التغيير في التنمية المادية والاقتصادية إلى تغيير في العلاقات الاجتماعية وجعل نمط التنظيم الاجتماعي القديم القائم على الإعاشة عائقًا أمام التقدم المادي. يستلزم تغيير الظروف الاقتصادية تغييرًا في التنظيم الاجتماعي.

## النقد
وصف فيلسوف العلوم كارل بوبر الاشتراكية العلمية بأنها علم زائف في كتابه الذي حمل عنوان (المجتمع المنفتح وأعدائه). ووصف منهجها بـ (التاريخي)، أي طريقة تحليل الاتجاهات التاريخية واستنباط قوانين عالمية منها. وقد انتقد هذا النهج باعتباره ليس علميًا لعدم إمكانية اختبار ادعاءاته ودحضها.